# Omineca (circonscription britanno-colombienne)
Pour les articles homonymes, voir Omineca.
Circonscription électorale provinciale du Canada
Omineca est une ancienne circonscription provinciale de la Colombie-Britannique représentée à l'Assemblée législative de la Colombie-Britannique de 1916 à 1991.

## Géographie
La circonscription était située dans la région d'Omineca, soit le nord de l'Intérieur de la province.

## Liste des députés
| Législature | Années     | Député  | Député                   | Parti            |
| Omineca     | Omineca    | Omineca | Omineca                  | Omineca          |
| ----------- | ---------- | ------- | ------------------------ | ---------------- |
| 14e         | 1916–1920  |         | Alexander Malcolm Manson | Libéral          |
| 15e         | 1920–1924  |         | Alexander Malcolm Manson | Libéral          |
| 16e         | 1924–1928  |         | Alexander Malcolm Manson | Libéral          |
| 17e         | 1928–1933  |         | Alexander Malcolm Manson | Libéral          |
| 18e         | 1933–1935  |         | Alexander Malcolm Manson | Libéral          |
| 18e         | 1935-1936  |         | Vacant                   | Vacant           |
| 18e         | 1936-1937  |         | Mark Matthew Connelly    | Libéral          |
| 19e         | 1937–1941  |         | Mark Matthew Connelly    | Libéral          |
| 20e         | 1941–1945  |         | Mark Matthew Connelly    | Libéral          |
| 21e         | 1945–1949  |         | Edward Fraser Rowland    | Social-démocrate |
| 22e         | 1949–1952  |         | Robert Cecil Steele      | Coalition        |
| 23e         | 1952–1953  |         | Cyril Morley Shelford    | Créditiste       |
| 24e         | 1953–1956  |         | Cyril Morley Shelford    | Créditiste       |
| 25e         | 1956–1960  |         | Cyril Morley Shelford    | Créditiste       |
| 26e         | 1960–1963  |         | Cyril Morley Shelford    | Créditiste       |
| 27e         | 1963–1966  |         | Cyril Morley Shelford    | Créditiste       |
| 28e         | 1966–1969  |         | Cyril Morley Shelford    | Créditiste       |
| 29e         | 1969–1972  |         | Cyril Morley Shelford    | Créditiste       |
| 30e         | 1972–1975  |         | Douglas Tynwald Kelly    | Néo-démocrate    |
| 31e         | 1975–1979  |         | Jack Joseph Kempf        | Créditiste       |
| 32e         | 1979–1983  |         | Jack Joseph Kempf        | Créditiste       |
| 33e         | 1983–1986  |         | Jack Joseph Kempf        | Créditiste       |
| 34e         | 1986–-1991 |         | Jack Joseph Kempf        | Créditiste       |